# وسيط أعظمي

على سبيل المثال، كل من الوظائف الصادقة غير الطبيعية والمطابقة أعلاه لهامن {0} لأن كلاهما بلغ الحد الأقصى للقيمة العالمية لهما وهو 1 عند x = 0.تحتوي الدالة Sinc غير الطبيعية (باللون الأحمر) على قيمة الحد الأدنى للقيمة {−4.49، 4.49} تقريبًا، نظرًا لأنها تحتوي على قيمتين دنيا عالميتين تساوي تقريبًا 0.217 عند س = ± 4.49. ومع ذلك، فإن دالة سين المقيسة (الأزرق) لها قيمة دقيقة تساوي {−1.43، 1.43} تقريبًا، لأن الحد الأدنى العام لها يحدث عند x = ± 1.43، على الرغم من أن القيمة الدنيا هي نفسها.

في الرياضيات، يعرف الوسيط الأعظمي (بالإنجليزية: arg max)‏ لدالة ما على أنه وسيط (دخل الدالة) التي تعطي أكبر قيمة (حدود عليا وحدود دنيا|الحد الأعلى) للدالة في الخرج.
{\displaystyle {\underset {x}{\operatorname {arg\,max} }}\,f(x)\quad \in \quad \{x\ |\ \forall y:f(y)\leq f(x)\}}
وبتعبير آخر:
{\displaystyle {\underset {x}{\operatorname {arg\,max} }}\,f(x)}
هو قيمة المتحول x التي من أجلها يكون للدالة{\displaystyle \,f(x)} أكبر قيمة ممكنة. مثلاً في حال كان {\displaystyle \,f(x)} هو  −|x| فإن أكبر الوسيط الأعظمي هو x = 0 حيث عنده تأخذ الدالة أكبر قيمة لها في الخرج.